# امیرحسین ریوندی
امیرحسین ریوندی (زادهٔ ۸ مارس ۲۰۰۴) بازیکن فوتبال اهل ایران که در پست مدافع چپ/هافبک چپ به صورت قرضی برای باشگاه فوتبال زلسکا مسکو بازی می‌کند.